# Geonoma gamiova
Geonoma gamiova é uma planta brasileira. Ocorre no Paraná, Rio de Janeiro, Santa Catarina, São Paulo e Rio Grande do Sul.
Está na lista da flora ameaçada do Rio Grande do Sul como criticamente em perigo.